# Сносаватн
Сно́саватн (норв. Snåsavatnet) — проточное озеро в Норвегии. Располагается на территории коммун Стейнхьер и Сноса в фюльке Трёнделаг. Крупнейшее озеро фюльке и шестое по величине озеро в стране, площадью 122 км² (по другим данным — 118 км²). Уровень уреза воды находится на высоте 23 м над уровнем моря. Длина береговой линии — 152,3 км. Наибольшая глубина составляет 121 м (по другим данным — 186 м) и достигается к северо-востоку от мыса Олнестанген в северо-восточной половине озера. Объём — 5,5 км³. Площадь водосборного бассейна — 1433,55 км².
Ранее озеро было важной транспортной артерией, вплоть до появления железной дороги в 1926 году.